# جسر تشولوتيكا
جسر تشولوتيكا، أو جسر كارياس أو جسر تشولوتيكا القديم (بالإسبانية: Puente de Choluteca)، هو جسر معلق يقع في مدينة تشولوتيكا، هندوراس. تم بناؤه بين عامي 1935 و1937 من قبل سلاح المهندسين في الجيش الأمريكي لبناء الطريق المسمى باناميريكانا. أهمية الجسر ليست مجرد مسألة الحجم. يبلغ طول جسر تشولوتيكا 300 متر، ولكنه ليس الأطول في البلد أو حتى في المدينة - هناك جسر آخر في تشولوتيكا يسمى جسر الشمس المشرقة (جسر تشولوتيكا الجديد)، والذي يبلغ طوله 484 مترًا.
بني في عهد تيبورسيو كارياس أندينو، بالتعاون مع حكومة الولايات المتحدة خلال الفترة التي تم فيها تنفيذه، أعتبر أحد أعظم الأعمال المعمارية في البلاد. الجسر هو أحد النسخ المتماثلة القليلة لجسر البوابة الذهبية الذي لا يزال موجودًا، ويتحكم في تدفق حركة المرور من غواتيمالا إلى بنما. تم تدمير الجسر جزئيًا بواسطة إعصار ميتش في عام 1998، وتم إعادة تشكيل الجسر في عام 2002 في ظل حكومة ريكاردو مادورو. الجسر القديم لا يزال يستخدم لحركة المرور الخفيفة.

## جسر تشولوتيكا الجديد
في التسعينات، تم التخطيط لطريق التفافي جديد وجسر جديد للمدينة. تم بناء جسر تشولوتيكا الجديد، المعروف أيضًا باسم جسر الشمس المشرقة (بالإسبانية: Puente Sol Naciente)، بواسطة مؤسسة اندو بين عامي 1996 و1998 وأصبح أكبر جسر تم بناؤه بواسطة شركة يابانية في أمريكا اللاتينية.
في نفس العام الذي تم فيه فتح الجسر للاستخدام، ضرب هندوراس إعصار ميتش، مما تسبب في أضرار كبيرة للدولة وبنيتها التحتية. تضررت العديد من الجسور، بما في ذلك الجسر القديم، بينما تم تدمير البعض الآخر، ولكن جسر تشولوتيكا الجديد نجا مع أضرار طفيفة في عام 2003، تم إعادة توصيل الجسر بالطريق السريع.